# Marcelo Pugliese
Marcelo Adrián Pugliese (Buenos Aires, 2 september 1968) is een Argentijnse atleet, die is gespecialiseerd in het discuswerpen, kogelstoten en kogelslingeren. Hij werd meervoudig Argentijns kampioen en werd viermaal Zuid-Amerikaans kampioen. Driemaal nam hij deel aan de Olympische Spelen, maar bleef medailleloos.

## Loopbaan
In 1989 manifesteerde García zich voor het eerst op een internationaal toernooi: op de Zuid-Amerikaanse kampioenschappen in Medellín won hij het kogelslingeren. Later werd hij Zuid-Amerikaans kampioen discuswerpen in 1999, 2001 en 2003. Pugliese nam deel aan het WK in 1997 en het WK in 2001, maar kwam nooit verder dan de kwalificatieronde.
Op de Olympische Spelen van 1996 in Atlanta geraakte Marcelo Pugliese met een worp van 56,72 m niet door de kwalificaties van het discuswerpen. Hij eindigde als 29e. Ook op de Olympische Spelen van 2000 en 2004 sneuvelde hij in de kwalificaties.
In maart 2007 werd bekend, dat Pugliese op 27 mei 2006 betrapt was op het gebruik van stanozolol. Hij werd geschorst voor een periode van 2 jaar (van 29 juli 2006 tot 28 juli 2008). Al zijn resultaten vanaf 27 mei 2006 werden geschrapt.

## Titels
- Argentijns kampioen kogelstoten - 1989, 1997
- Argentijns kampioen discuswerpen - 1988, 1989, 1991, 1992, 1993, 1994, 1995, 1996, 1997, 1998, 1999, 2000, 2001, 2002, 2003
- Zuid-Amerikaans kampioen discuswerpen - 1999, 2001, 2003
- Zuid-Amerikaans kampioen kogelslingeren - 1989

## Persoonlijke records
| Onderdeel      | Prestatie | Datum           | Plaats        |
| -------------- | --------- | --------------- | ------------- |
| kogelstoten    | 15,46 m   | 26 oktober 1998 | Cuenca        |
| discuswerpen   | 64,23 m   | 27 april 2002   | Mar del Plata |
| kogelslingeren | 65,26 m   | 29 maart 1998   | San Carlos    |

## Prestaties
| Jaar | Wedstrijd                         | Plaats        | Resultaat | Onderdeel      | Afstand |
| ---- | --------------------------------- | ------------- | --------- | -------------- | ------- |
| 1989 | Zuid-Amerikaanse kampioenschappen | Medellín      | 1e        | kogelslingeren | 67,00 m |
| 1991 | Zuid-Amerikaanse kampioenschappen | Manaus        | 2e        | discuswerpen   | 53,08 m |
| 1993 | Zuid-Amerikaanse kampioenschappen | Lima          | 2e        | kogelslingeren | 67,36 m |
| 1995 | Zuid-Amerikaanse kampioenschappen | Manaus        | 2e        | discuswerpen   | 57,80 m |
| 1997 | Zuid-Amerikaanse kampioenschappen | Mar del Plata | 2e        | discuswerpen   | 54,18 m |
| 1999 | Zuid-Amerikaanse kampioenschappen | Bogota        | 1e        | discuswerpen   | 59,23 m |
| 2001 | Zuid-Amerikaanse kampioenschappen | Manaus        | 1e        | discuswerpen   | 56,30 m |
| 2003 | Zuid-Amerikaanse kampioenschappen | Barquisimeto  | 1e        | discuswerpen   | 57,44 m |
| 2005 | Zuid-Amerikaanse kampioenschappen | Cali          | 2e        | discuswerpen   | 56,76 m |